# Kim Little
Kim Alison Little (Aberdeen, Escocia; 29 de junio de 1990) es una futbolista escocesa. Juega como mediapunta en el Arsenal Women FC . Fue una de las capitanas de la selección de Escocia con quien jugó 140 partidos antes de retirarse en 2021. También formó parte de la selección de Gran Bretaña durante los Juegos Olímpicos de 2012 y 2020. Actualmente es la Primera capitana del club inglés. En 2022 fue nombrada Miembro de la Orden del Imperio Británico (MBE).

## Primeros años
Little comenzó a jugar al fútbol desde pequeña con su hermano y su padre. Jugó en el equipo de su colegio, Mintlaw Primary School, y en el Mintlaw Boys Club. Desde los 10 hasta los 14 años compitió con las categorías inferiores del Buchan Girls antes de unirse al Hibernian Girls en 2005.

## Clubes
| Club                       | País           | Año             |
| -------------------------- | -------------- | --------------- |
| Hibernian Ladies F.C. 1875 | Escocia        | 2006 - 2008     |
| Arsenal                    | Inglaterra     | 2008 - 2013     |
| Seattle Reign FC           | Estados Unidos | 2014 - 2016     |
| Melbourne City (cedida)    | Australia      | 2015 - 2016     |
| Arsenal                    | Inglaterra     | 2017 - presente |
| OL Reign (cedida)          | Estados Unidos | 2022            |

### Hibernian Ladies (2006-2008)
A los 16 años, Little debutó profesionalmente con el Hibernian Ladies de la SWPL durante un partido de la Liga de Campeones contra el RCD Español el 8 de agosto de 2006. En su debut en la SWPL, marcó un hat-trick.
Durante las dos temporadas que Little permaneció en el club, ganó la liga, la Copa de Escocia y la Copa de la Premier League. Compitió en dos ocasiones en la Liga de Campeones. En la temporada 2006/2007, Hibernian ganó todos los partidos de liga y Little marcó 55 goles en 30 partidos. En la siguiente, anotó 33 goles en 18 encuentros. 

### Arsenal (2008-2013)

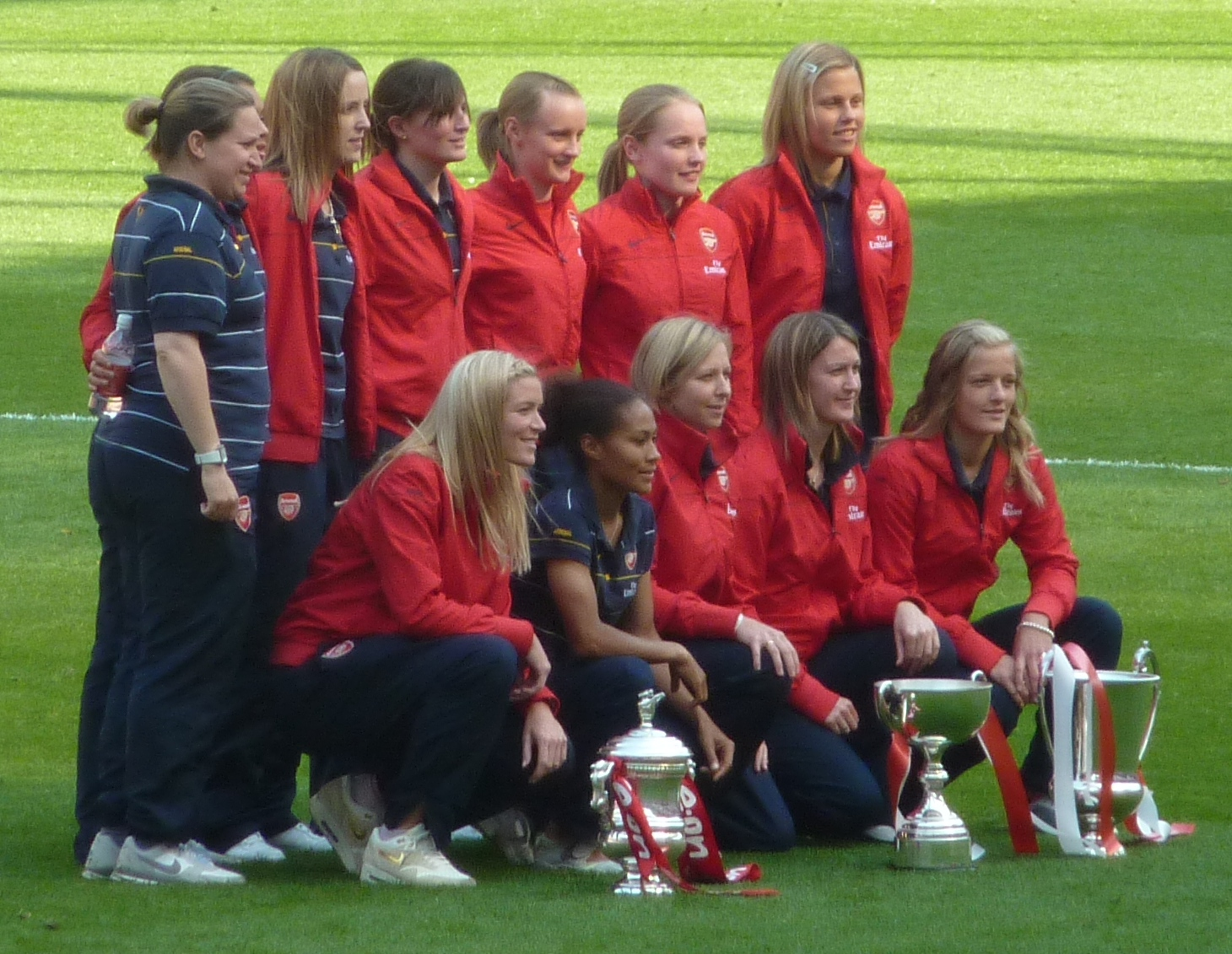
Little (segunda por la derecha de pie) con el Arsenal en 2009

En marzo de 2008, Little se unió al Arsenal de la FA Women's Premier League National Division. Marcó su primer gol en un partido contra el Chelsea en el Emirates Stadium. Jugó todos los partidos de la temporada 2008/2009, marcando 24 goles. Little describió esa temporada como su más memorable, habiendo ganado la Premier League Cup, la FA Women's Cup y la liga.
En la temporada 2009/2010, fue la máxima goleadora de la liga con 17 goles y fue nombrada FA Players' Player of the Year en 2010.
En 2011, la FA Women's Premier League National Division fue sustituida por la FA WSL. El Arsenal ganó la liga esa temporada y Little acabó como la segunda máxima anotadora. 
En la temporada 2012, la escocesa fue la máxima goleadora con 11 goles y el Arsenal ganó la liga, convirtiéndose en la novena consecutiva. Little fue nombrada Jugadora del Año por la PFA, el primer año que este premio fue otorgado a mujeres.
A la vez que jugaba profesionalmente, Little estudió en la Universidad de Hertfordshire, donde obtuvo un grado en gestión.

### Seattle Reign (2014-2016)

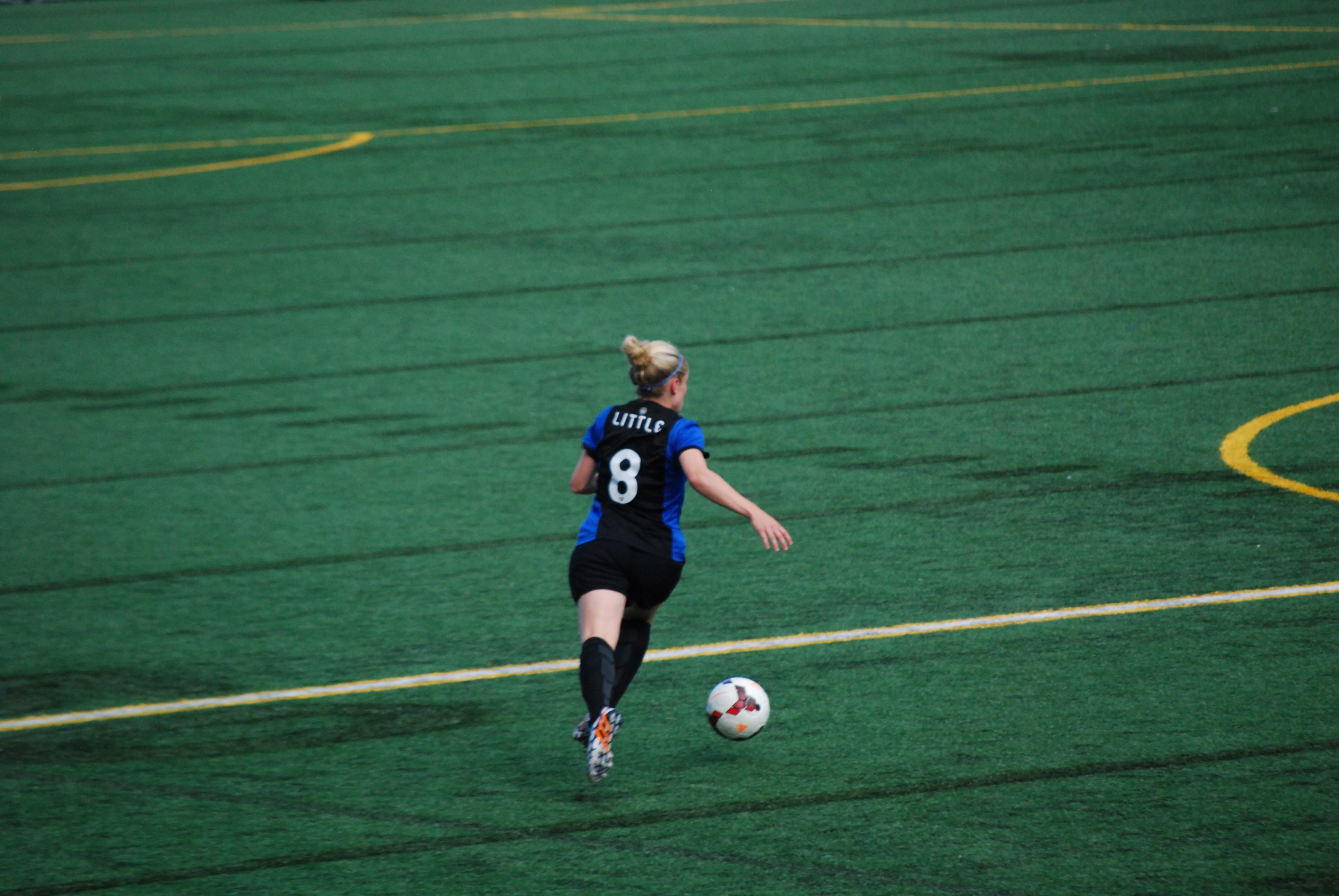
Little durante un partido con el Seattle Reign

Tras 6 años en el Arsenal, Little se unió en noviembre de 2013 al Seattle Reign de la NWSL americana. Durante el 2013 el principal objetivo de la entrenadora del club, Laura Harvey, anteriormente del Arsenal, era el fichaje de Little. Marcó 2 goles en su debut con el equipo en un partido contra los Boston Breakers en 2014. Fue nombrada Jugadora del Mes de la NWSL en abril, en mayo y en julio. En esa temporada, el Seattle Reign ganó el NWSL Shield. Little fue nombrada MVP (Most Valuable Player) y ganó la Bota de Oro gracias a sus 16 goles en la temporada.
En 2015, Little obtuvo el primer puesto en asistencias (7) y ganó la liga de nuevo. También formó parte del Mejor XI de la NWSL.
El 17 de octubre de 2016, Little anunció que volvería al Arsenal para la temporada 2017/2018.

### Melbourne City (cesión) (2015-2016)

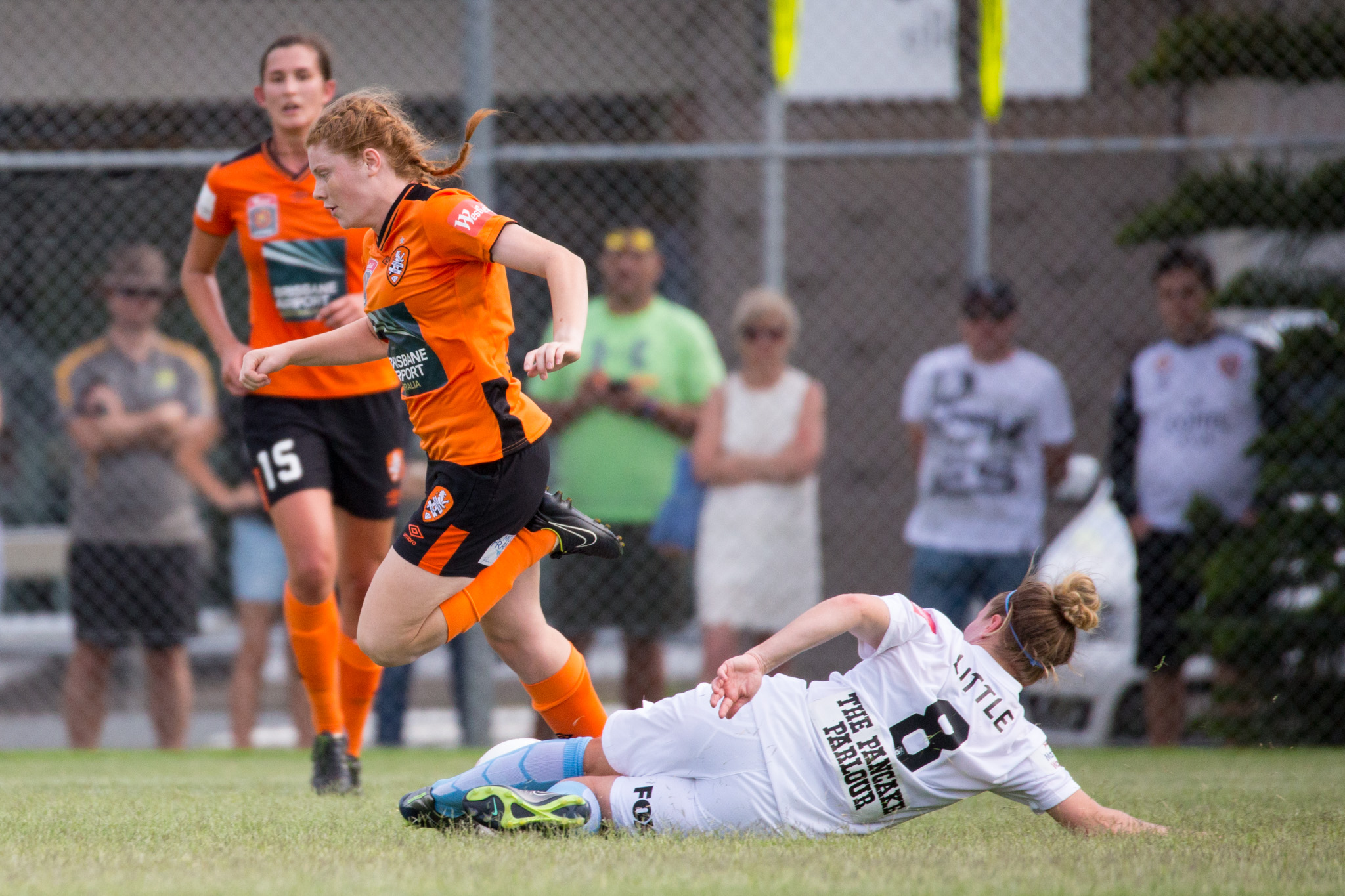
Little (blanco) contra el Brisbane Roar City

En octubre de 2015, se anunció que Little había sido cedida al Melbourne City de la W-League australiana para la temporada 2015-2016. Ganó con el equipo la liga y la Grand Final.

### Arsenal (2017-)

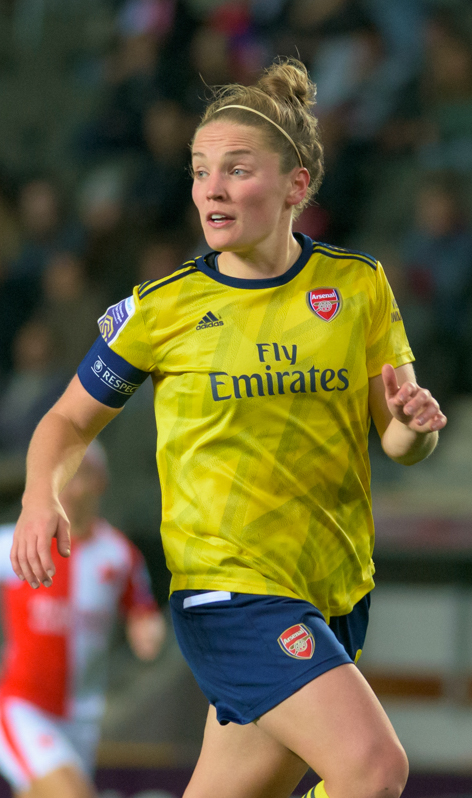
Little en un partido con el Arsenal

En mayo de 2017, Little sufrió una ruptura del ligamento cruzado anterior en un entrenamiento, perdiéndose así una parte de la temporada.
En marzo de 2018, el Arsenal se alzó la WSL Cup tras ganar al Manchester City. En octubre del mismo año, durante un partido contra el Chelsea, sufrió una fractura en el peroné tras una entrada de Drew Spence. Los árbitros del partido fueron criticados tras no expulsar a la jugadora del Chelsea. Después de recuperarse, ayudó al Arsenal a ganar la liga por primera vez en 7 años.
En agosto de 2019, Little firmó un nuevo contrato con el club. El 15 de enero de 2020, jugó su partido número 200 con el club, coincidiendo con el de su compañera Jordan Nobbs. El 13 de febrero de 2020 se anunció que había sufrido una lesión y que se había sometido a una cirugía en el pie con éxito.

### Goles
Actualizado el 24 de julio de 2021
| Club                | Partidos | Goles |
| ------------------- | -------- | ----- |
| Hibernian Ladies    | 48       | 88    |
| Arsenal (2008-2013) | 94       | 81    |
| Seattle Reign FC    | 63       | 32    |
| Melbourne City      | 12       | 9     |
| Arsenal (2017-)     | 91       | 44    |

## Carrera internacional

### Escocia
Little debutó con 16 años con la Selección de Escocia en febrero de 2007, en un amistoso contra Japón. Marcó su primer gol internacional en un partido contra Rusia. En marzo de 2011 Little hizo su aparición número 50 en un partido contra Inglaterra en la Copa de Chipre, en el que ganaron por primera vez desde 1977. El 16 de junio de 2012, marcó su primer triplete en una victoria contra Israel. Anotó un gol en la repesca para clasificarse en la Eurocopa 2013 contra España. Un gol de Vero Boquete en el tiempo extra impidió que Escocia se clasificara por primera vez para un torneo.
Little se perdió la Eurocopa 2017 a causa de una ruptura del Ligamento cruzado anterior, lesión muy común en el fútbol femenino. Después de recuperarse, ayudó a Escocia a clasificarse para el Mundial de 2019, que fue la primera aparición del país en un mundial. Jugó todos los partidos en el torneo y marcó un gol.
En el primer partido tras en Mundial, Little anotó 5 goles contra Chipre durante la Clasificación para la Eurocopa 2021.
El 1 de septiembre de 2021, se anunció que Little había decidido retirarse del fútbol internacional. Durante su tiempo en la selección jugó 140 partidos y marcó 59 goles.

#### Goles internacionales
| Gol | Fecha                    | Lugar                                                        | Rival                | Resultado | Competición                                      |
| --- | ------------------------ | ------------------------------------------------------------ | -------------------- | --------- | ------------------------------------------------ |
| 1.  | 12 de marzo de 2008      | GSP Stadium, Nicosia, Chipre                                 | Rusia                | 2–3       | Copa de Chipre 2008                              |
| 2.  | 17 de septiembre de 2008 | McDiarmid Park, Perth, Escocia                               | Suiza                | 4–0       | Amistoso                                         |
| 3.  | 28 de septiembre de 2008 | McDiarmid Park, Perth, Escocia                               | Eslovaquia           | 6–0       | Ronda de clasificación para la Eurocopa 2009     |
| 4.  | 29 de octubre de 2009    | Tynecastle Stadium, Edimburgo, Escocia                       | Georgia              | 3–1       | Ronda de clasificación para el Mundial 2011      |
| 5.  | 3 de marzo de 2010       | GSZ Stadium, Lárnaca, Chipre                                 | Sudáfrica            | 2–1       | Copa de Chipre 2010                              |
| 6.  | 1 de abril de 2010       | Falkirk Stadium, Falkirk, Escocia                            | Bulgaria             | 8–1       | Ronda de clasificación para el Mundial 2011      |
| 7.  | 1 de abril de 2010       | Falkirk Stadium, Falkirk, Escocia                            | Bulgaria             | 8–1       | Ronda de clasificación para el Mundial 2011      |
| 8.  | 23 de mayo de 2010}}     | Strathclyde Homes Stadium, Dumbarton, Escocia                | Irlanda del Norte    | 2–0       | Amistoso                                         |
| 9.  | 5 de junio de 2010       | Stadion Niedermatten, Wohlen, Suiza                          | Suiza                | 3–3       | Amistoso                                         |
| 10. | 5 de junio de 2010       | Stadion Niedermatten, Wohlen, Suiza                          | Suiza                | 3–3       | Amistoso                                         |
| 11. | 19 de junio de 2010      | Georgi Asparuhov Stadium, Sofia, Bulgaria                    | Bulgaria             | 5–0       | Amistoso                                         |
| 12. | 23 de junio de 2010      | Proszowianka Proszowice, Proszowice, Polonia                 | Polonia              | 2–1       | Amistoso                                         |
| 13. | 23 de junio de 2010      | Proszowianka Proszowice, Proszowice, Polonia                 | Polonia              | 2–1       | Amistoso                                         |
| 14. | 4 de marzo de 2011       | GSP Stadium, Nicosia, Chipre                                 | Inglaterra           | 2–0       | Copa de Chipre 2011                              |
| 15. | 21 de agosto de 2011     | Falkirk Stadium, Falkirk, Escocia                            | Suiza                | 5–0       | Amistoso                                         |
| 16. | 12 de octubre de 2011    | Ness Ziona Stadium, Ness Ziona, Israel                       | Israel               | 6–1       | Ronda de clasificación para la Eurocopa 2013     |
| 17. | 12 de octubre de 2011    | Ness Ziona Stadium, Ness Ziona, Israel                       | Israel               | 6–1       | Ronda de clasificación para la Eurocopa 2013     |
| 19. | 6 de marzo de 2012       | Paralimni Stadium, Paralimni, Chipre                         | Sudáfrica            | 2–0       | Copa de Chipre 2012                              |
| 20. | 26 de mayo de 2012       | Stark's Park, Kirkcaldy, Escocia                             | Suecia               | 1–4       | Amistoso                                         |
| 21. | 16 de junio de 2012      | Tynecastle Stadium, Edimburgo, Escocia                       | Israel               | 8–0       | Ronda de clasificación para la Eurocopa 2013     |
| 22. | 16 de junio de 2012      | Tynecastle Stadium, Edimburgo, Escocia                       | Israel               | 8–0       | Ronda de clasificación para la Eurocopa 2013     |
| 23. | 16 de junio de 2012      | Tynecastle Stadium, Edimburgo, Escocia                       | Israel               | 8–0       | Ronda de clasificación para la Eurocopa 2013     |
| 24. | 15 de septiembre de 2012 | Parc y Scarlets, Llanelli, Gales                             | Gales                | 2–1       | Ronda de clasificación para la Eurocopa 2013     |
| 25. | 20 de octubre de 2012}}  | Hampden Park, Glasgow, Escocia                               | España               | 1–1       | Ronda de clasificación para la Eurocopa 2013     |
| 26. | 24 de octubre de 2012    | La Ciudad del Fútbol, Las Rozas, España                      | España               | 2–3       | Ronda de clasificación para la Eurocopa 2013     |
| 27. | 9 de febrero de 2013     | EverBank Field, Florida, Estados Unidos                      | Estados Unidos       | 1–4       | Amistoso                                         |
| 28. | 8 de marzo de 2013       | GSZ Stadium, Lárnaca, Chipre                                 | Inglaterra           | 4–4       | Copa de Chipre 2013                              |
| 29. | 13 de marzo de 2013      | GSP Stadium, Nicosia, Chipre                                 | Países Bajos         | 1–0       | Copa de Chipre 2013                              |
| 30. | 26 de septiembre de 2013 | Fir Park, Motherwell, Escocia                                | Bosnia y Herzegovina | 7–0       | Clasificación a la Copa Mundial Femenina de 2015 |
| 31. | 13 de febrero de 2014    | Eerikkilän Urheiluopisto, Eerikkilä, Finlandia               | Finlandia            | 1–3       | Amistoso                                         |
| 32. | 12 de marzo de 2014      | GSZ Stadium, Lárnaca, Chipre                                 | Corea del Sur        | 1–1       | Copa de Chipre 2014                              |
| 33. | 14 de junio de 2014      | Fir Park, Motherwell, Escocia                                | Suecia               | 1–3       | Clasificación a la Copa Mundial Femenina de 2015 |
| 34. | 19 de junio de 2014      | Solitude, Belfast, Irlanda del Norte                         | Irlanda del Norte    | 2–0       | Clasificación a la Copa Mundial Femenina de 2015 |
| 35. | 13 de septiembre de 2014 | Fir Park, Motherwell, Escocia                                | Islas Feroe          | 9–0       | Clasificación a la Copa Mundial Femenina de 2015 |
| 36. | 25 de octubre de 2014    | Tynecastle Stadium, Edimburgo, Escocia                       | Países Bajos         | 1–2       | Clasificación a la Copa Mundial Femenina de 2015 |
| 37. | 6 de marzo de 2015       | GSZ Stadium, Lárnaca, Chipre                                 | Italia               | 2–3       | Copa de Chipre 2015                              |
| 38. | 9 de marzo de 2015       | GSZ Stadium, Lárnaca, Chipre                                 | Corea del Sur        | 2–1       | Copa de Chipre 2015                              |
| 39. | 11 de marzo de 2015      | Ammochostos Stadium, Lárnaca, Chipre                         | Países Bajos         | 3–1       | Copa de Chipre 2015                              |
| 40. | 11 de marzo de 2015      | Ammochostos Stadium, Lárnaca, Chipre                         | Países Bajos         | 3–1       | Copa de Chipre 2015                              |
| 41. | 11 de marzo de 2015      | Ammochostos Stadium, Lárnaca, Chipre                         | Países Bajos         | 3–1       | Copa de Chipre 2015                              |
| 42. | 22 de septiembre de 2015 | Ajdovščina Stadium, Ajdovščina, Eslovenia                    | Eslovenia            | 3–0       | Clasificación para la Eurocopa 2017              |
| 43. | 22 de septiembre de 2015 | Ajdovščina Stadium, Ajdovščina, Eslovenia                    | Eslovenia            | 3–0       | Clasificación para la Eurocopa 2017              |
| 44. | 22 de septiembre de 2015 | Ajdovščina Stadium, Ajdovščina, Eslovenia                    | Eslovenia            | 3–0       | Clasificación para la Eurocopa 2017              |
| 45. | 27 de octubre de 2015    | FFM Training Centre, Skopje, Macedonia del Norte             | Macedonia del Norte  | 4–1       | Clasificación para la Eurocopa 2017              |
| 46. | 8 de abril de 2016       | St Mirren Park, Paisley, Escocia                             | Eslovenia            | 3–1       | Clasificación para la Eurocopa 2017              |
| 47. | 23 de enero de 2017      | Paralimni Stadium, Paralimni, Chipre                         | Dinamarca            | 1–1       | Amistoso                                         |
| 48. | 1 de marzo de 2017       | Ammochostos Stadium, Lárnaca, Chipre                         | Nueva Zelanda        | 3–2       | Copa de Chipre 2017                              |
| 49. | 12 de junio de 2018      | Kielce City Stadium, Kielce, Polonia                         | Polonia              | 3–2       | Ronda de clasificación para el Mundial 2019      |
| 50. | 30 de agosto de 2018     | St Mirren Park, Paisley, Escocia                             | Suiza                | 2–1       | Ronda de clasificación para el Mundial 2019      |
| 51. | 4 de septiembre de 2018  | Loro Borici Stadium, Shkoder, Albania                        | Albania              | 2–1       | Ronda de clasificación para el Mundial 2019      |
| 52. | 4 de marzo de 2019       | Bela Vista Municipal Stadium, Parchal, Portugal              | Islandia             | 4–1       | Copa Algarve 2019                                |
| 53. | 8 de abril de 2019       | Pinatar Arena Football Centre, San Pedro del Pinatar, España | Brasil               | 1–0       | Amistoso                                         |
| 54. | 19 de junio de 2019      | Parc des Princes, Paris, Francia                             | Argentina            | 3–3       | Mundial 2019                                     |
| 55. | 30 de agosto de 2019     | Easter Road, Edimburgo, Escocia                              | Chipre               | 8–0       | Clasificación para la Eurocopa 2021              |
| 56. | 30 de agosto de 2019     | Easter Road, Edimburgo, Escocia                              | Chipre               | 8–0       | Clasificación para la Eurocopa 2021              |
| 57. | 30 de agosto de 2019     | Easter Road, Edimburgo, Escocia                              | Chipre               | 8–0       | Clasificación para la Eurocopa 2021              |
| 58. | 30 de agosto de 2019     | Easter Road, Edimburgo, Escocia                              | Chipre               | 8–0       | Clasificación para la Eurocopa 2021              |
| 59. | 30 de agosto de 2019     | Easter Road, Edimburgo, Escocia                              | Chipre               | 8–0       | Clasificación para la Eurocopa 2021              |

### Reino Unido

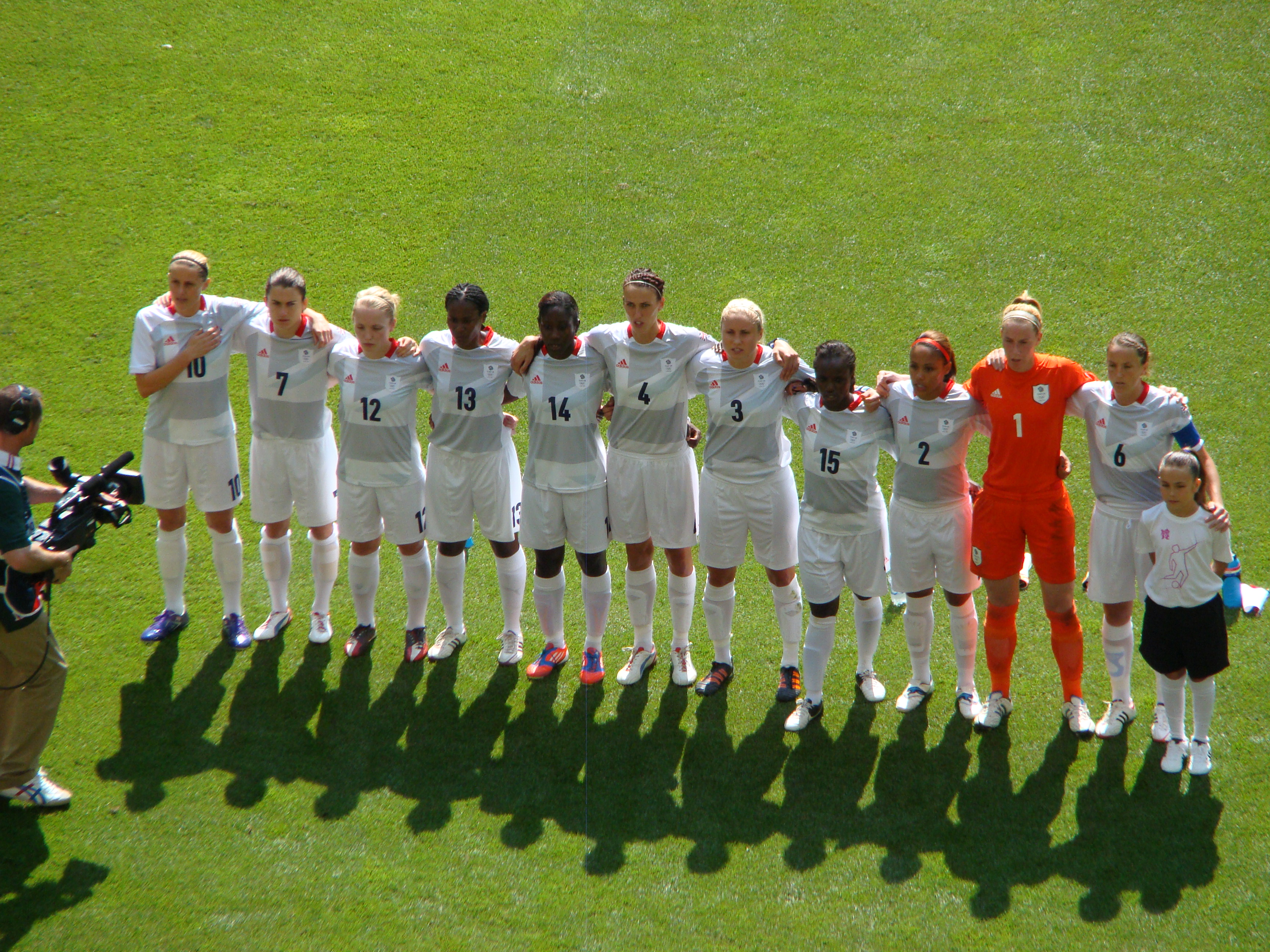
Little (tercera por la izquierda) durante los JJOO de 2012.

A pesar de la oposición de la Asociación Escocesa de Fútbol con respeto a la participación de las jugadoras escocesas de jugar en un equipo británico, Little se mostró a favor de formar parte de la Selección de Reino Unido en los Juegos Olímpicos de Londres 2012. Fue convocada por la entrenadora Hope Powell al equipo formado por 18 jugadoras. Junto con la también escocesa Ifeoma Dieke, fueron las únicas futbolistas no inglesas. Little decidió no cantar el himno inglés antes de los partidos, lo que causó una gran controversia.
Little fue seleccionada de nuevo para representar a Gran Bretaña durante los Juegos Olímpicos de Tokio 2020. En julio de 2021 se anunció que había sido nombrada como una de las tres capitanas del equipo.

### Partidos y goles marcados en Mundiales y Juegos Olímpicos
Los partidos de mundiales son con la Selección de Escocia y los partidos de los Juegos Olímpicos son con la Selección de Gran Bretaña
| Gol                                           | Partido | Fecha     | Ubicación | Rival         | Alineación     | Min | Puntuación | Resultado | Competición      |
| --------------------------------------------- | ------- | --------- | --------- | ------------- | -------------- | --- | ---------- | --------- | ---------------- |
| Londres Fútbol Femenino Juegos Olímpicos 2012 |         |           |           |               |                |     |            |           |                  |
|                                               | 1       | 25-7-2012 | Cardiff   | Nueva Zelanda | 45' ( White)   |     |            | 1-0 (PG)  | Fase de grupos   |
|                                               | 2       | 28-7-2021 | Cardiff   | Camerún       | Principal      |     |            | 3-0 (PG)  | Fase de grupos   |
|                                               | 3       | 31-7-2021 | Londres   | Brasil        | Principal      |     |            | 1-0 (PG)  | Fase de grupos   |
|                                               | 4       | 31-7-2021 | Coventry  | Canadá        | Principal      |     |            | 0-2 (PP)  | Cuartos de final |
| Mundial de Francia 2019                       |         |           |           |               |                |     |            |           |                  |
|                                               | 5       | 9-6-2019  | Niza      | Inglaterra    | Principal      |     |            | 1-2 (PP)  | Fase de grupos   |
|                                               | 6       | 14-6-2019 | Rennes    | Japón         | Principal      |     |            | 1-2 (PP)  | Fase de grupos   |
| 1                                             | 7       | 19-6-2019 | París     | Argentina     | Principal      | 19  | 1-0        | 3-3 (PE)  | Fase de grupos   |
| Tokio Fútbol Femenino Juegos Olímpicos 2020   |         |           |           |               |                |     |            |           |                  |
|                                               | 8       | 21-7-2021 | Sapporo   | Chile         | 90+2' ( Toone) |     |            | 2-0 (PG)  | Fase de grupos   |
|                                               | 9       | 24-7-2021 | Sapporo   | Japón         | 88' ( Scott)   |     |            | 1-0 (PG)  | Fase de grupos   |
|                                               | 10      | 27-7-2021 | Kashima   | Canadá        | 63' ( Scott)   |     |            | 1-1 (PE)  | Fase de grupos   |
|                                               | 11      | 30-7-2021 | Kashima   | Australia     | 80' ( Scott)   |     |            | 3-4 (PP)  | Cuartos de final |

## Palmarés

### Individual
- BBC Women's Footballer of the Year: 2016,[49] 2015 (nominada)[50]
- PFA Women's Players' Player of the Year: 2013[51]
- FA Women's Player of the Year: 2010[52]
- FA Women's Cup Final Player of the Match: 2011[53]
- NWSL Most Valuable Player: 2014[9]
- NWSL Golden Boot: 2014[10]
- NWSL Best XI: 2014, 2015
- NWSL Second XI: 2016
- NWSL Player of the Month: abril de 2014, mayo de 2014,[54] Julio de 2014,[55] June 2015[56]
- NWSL Player of the Week: Semana 19 (2015),[57] Semana 2 (2016),[58] Semana 3 (2016)[59]
- W-League Player of Grand Final award: 2016[60]

### Club
Hibernian L.F.C.
- Scottish Women's Premier League: 2006–07[61]
- Copa de Escocia Femenina: 2006–07[61]
- Premier League Cup: 2006–07[61]

Arsenal
- Premier League championship: 2008–09, 2009–10[62]
- FA WSL: 2011, 2012, 2018–19[62]
- FA Cup: 2008–09,[63] 2010–11,[53] 2012–13[64]
- Premier League Cup: 2008–09[65]
- WSL Cup: 2011,[66] 2012,[67] 2013,[68] 2018[17]

Seattle Reign FC
- NWSL Championship Subcampeones: 2014, 2015
- NWSL Shield (temporada regular): 2014, 2015[69]

Melbourne City FC
- W-League Champions (Grand Final): 2015–16[70]
- W-League Premiers (temporada regular): 2015–16[71]